# 塔米納河
47°00′36″N 9°30′34″E / 47.01005°N 9.50946°E
塔米納河（Tamina）是瑞士的河流，位於該國東北部，流經聖加侖州，屬於萊茵河的左支流，河道全長30公里，流域面積155平方公里，河口處在巴特拉加茨。